# The One with the Blackout
The One with the Blackout eller på svenska Den med Strömavbrottet  är det sjunde avsnittet av den första säsongen av sitcom/komedi-TV-serien Vänner. Avsnittet sändes första gången den 3 november 1994.

## Handling
Avsnittet börjar med ett strömavbrott. Monica, Rachel, Ross och Joey ser på när Phoebe ska börja spela på Central Perk.
Chandler blir instängd i en uttagsvestibul med Jill Goodacre, en Victoria's Secret-modell. Han försöker imponera på henne men misslyckas. När han spottar ut sitt tuggummi så råkar han ta någon annans tuggummi som han sätter i halsen. Jill gör Heimlichmanövern på honom och räddar hans liv.
I Monicas lägenhet så diskuterar vännerna "de konstigaste platserna de har gjort det på". Rachel avslöjar att hennes värsta är vid fotändan av sängen. Detta leder till en konversation mellan henne och Ross där hon berättar att hon önskar att hon hade mer upplevelser i hennes kärleksliv. Ross säger att han tror att det kommer att ske i hennes framtid. Joey övertalar sedan Ross att han måste berätta för Rachel vad han tycker om henne, innan de blir för mycket vänner.
Ross tar modet till sig och ska berätta för Rachel, men innan han gör det, så attackerar en katt honom. Rachel och Phoebe börjar leta efter kattens ägare. Det visar sig vara Paolo, en italienare som är nyinflyttad och som direkt blir en störmoment för Ross.
När det sista levande ljuset i lägenheten släcks försöker alla göra det hemskaste skriket de kan. När det är Ross tur kommer strömmen tillbaka och alla ser Rachel och Paolo kyssas.
Chandler och Jill blir vänner och spelar ett spel som Jill kommit på. När strömmen kommer tillbaka så kysser hon honom på kinden. Desperat vänder sig Chandler sig om till övervakningskameran när hon gått och frågar efter en kopia av bandet.

## Kuriosa
- Chandlers kontonummer (vilket han säger när han frågar efter en kopia av bandet) är 7143457.
- Paolo talar bara italienska under avsnittet, och vad han säger är detta:
  - "Ragazzi, sono appena arrivato e vivo al piano di sotto, quindi ci vedremo molto spesso, penso." (Hej, jag har precis flyttat in och min lägenhet ligger på bottenvåningen, så vi kommer att ses en hel del).
  - "Phoebe, anche tu bellissima. Se siete tutte così belle mi trasferisco proprio qui."(Pheobe, du är så vacker du med. Om flickor var så vackra som dig så flyttar jag hit).
  - Paolo och Rachel tittar ute på balkongen. "Guarda la luna, guarda le stelle... Guarda tutte le cose belle." (Se på månen, se på stjärnorna... se på alla vackra ting")
- Paolos karaktär heter Pablo, är spanjor i den italienska dubbningen av serien.

## Citat
- Jill Goodacre: Would you like to call somebody?

Chandler (tänkandes): Yeah, about 300 guys I went to high school with.
- Ross: So, um... where did Paolo come from?

Rachel: Oh, Italy, I think.
Ross: No, I mean tonight, in the building. Suddenly. Into our lives.
- Chandler: Hi. Um, I'm account number 7143457. And, uh, I don't know if you got any of that, but I would really like a copy of the tape.

## Medverkande
- Skriven av Jeffrey Astrof och Mike Sikowitz
- Regisserad av James Burrows
- Jill Goodacre Connick som sig själv
- Larry Hankin som the Weird Man (Mr. Heckles)
- Cosimo Fusco som Paolo